# Mikulin AM-34

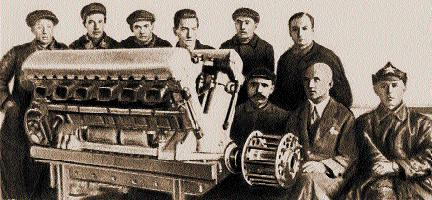
Mikulin M-34, 1932

Der Mikulin AM-34 (zunächst: M-34) war ein V12-Zylinder-Flugmotor aus der UdSSR.

## Geschichte
Er war eine eigenständige Entwicklung auf Basis des M-17 und wurde ab 1932 bis 1941 in Serie gefertigt. Es handelt sich um einen wassergekühlten, stehenden 60°-V12-Motor.
Abweichend vom Vorgänger M-17 hatte der M-34 zwei Auslassventile und einen günstiger geformten Brennraum, der es wiederum ermöglichte, die Verdichtung auf 6,2:1 zu erhöhen, ohne dass der Motor mit den vorhandenen Kraftstoffen zu klopfen begann. Bohrung und Hub wurden beibehalten, um vorhandene Fertigungs-Werkzeuge weiter nutzen zu können. Alexander Alexandrowitsch Mikulin schloss seine Konstruktionsarbeiten im Juli 1930 ab. Im Oktober desselben Jahres wurden die ersten Versuche begonnen, die bis in den August 1931 andauerten. Zwischen dem 2. August und dem 7. November 1931 wurden die notwendigen 100-Stunden-Läufe für die Zulassung erfolgreich durchgeführt. Die Dauerleistung betrug zunächst 750 und die Startleistung 850 PS, bei einem Gewicht von 535 kg. Gefertigt werden sollte der Motor zunächst im Werk 26 in Rybinsk, wo auch der M-17 hergestellt wurde. Schließlich erhielt aber das Werk 24 in Moskau den Zuschlag, wo die Serienfertigung zu Beginn des Jahres 1932 anlief. Der Motor wurde dann für Flugversuche in die Polikarpow R-5 und die Tupolew TB-3 eingebaut und darin erprobt.
Während die Vorbereitungen für die Serienfertigung anliefen, begann die Entwicklung eines Untersetzungsgetriebes, eines Radialkompressors und einer verstellbaren Luftschraube. Diese Arbeiten wurden vom Zentralinstitut für Flugmotoren in Moskau durchgeführt.
Die Variante mit Untersetzungsgetriebe erhielt die Bezeichnung M-34R und wurde noch 1931 fertiggestellt. Der Typ M-34N erhielt einen zweistufigen Lader, der eine Volldruckhöhe von 5000 m erlaubte. Schwierigkeiten traten wiederholt aufgrund der Fertigungsqualität insbesondere bei den Pleueln und der Ölpumpe auf, über die sehr häufig geklagt wurde.
Der sowohl mit Getriebe als auch Höhenlader ausgestattete Typ M-34RN absolvierte 1934 seine Dauerprüfungen und erhielt die Zulassung als Flugmotor, nachdem mehrere 100-h-Läufe problemlos absolviert wurden. Er wurde 1934 bei der 2. Internationalen Luftfahrt-Ausstellung in Kopenhagen ausgestellt und fand weitreichende Beachtung, ebenso 1935 in Mailand, obwohl wiederholt die angegebene Motorleistung bezweifelt wurde.
Die Langstreckenrekorde der Tupolew ANT-25, die mit einem M-34R ausgerüstet war, zeigten die Zuverlässigkeit und Dauerbelastbarkeit des Motors.
Überlegungen, einen Motor mit hängenden Zylindern zu bauen, wurden wieder aufgegeben, dafür wurde 1935 der Auftrag erteilt, eine Variante mit Verdampfungskühlung zu entwickeln, den AM-34RNF. Es gab auch Versuche mit Benzindirekteinspritzung, Verwendung von Wasserstoff als Kraftstoff und mit einer Dieselvariante.
Im August 1936 wurde vorgeschlagen, den Namen des Motors offiziell von M-34 in AM-34 zu ändern, um die Leistung Mikulins besser zu würdigen und einem Stocken der Entwicklung entgegenzuwirken. Dieser Vorschlag wurde am 9. August angenommen und Mikulin am 11. August zum Chefkonstrukteur im Werk GAS-24 ernannt. So konnte er die Weiterentwicklung des Motors selbst steuern. Er begann mit der Konstruktion einer verstärkten Ausführung, dem AM-34FRN, der 950 PS in 5000 m Höhe leisten sollte. Gleichzeitig wurde mit der Entwicklung des AM-34FRNW begonnen, der mit einer Fernwelle ausgestattet war. Beide Projekte verzögerten sich jedoch, wofür Mikulin verantwortlich gemacht und am 31. Januar 1938 seines Postens als Chefkonstrukteur wieder enthoben wurde. Er blieb aber leitender Projektingenieur für den AM-34FRN. Der Motor wurde schließlich 1938 als truppenreif eingestuft und die Auslieferung begann.
Als erstes wurde der Prototyp des schweren Bombers TB-7 (Tupolew ANT-42) mit dem Triebwerk ausgerüstet, das jetzt eine Dauerleistung von 1050 PS in 3050 m Höhe entwickelte. Die Startleistung betrug 1200 PS. Der jetzt verwendete Ein-Gang-Radialkompressor benötigte gegenüber dem Vorgänger bis zu 100 PS weniger Antriebsleistung. Es gab zwei Ausführungen des Motors, den AM-34FRNA mit vier Vergasern und den AM-34FRNB mit sechs Vergasern. Die ANT-42 wurde später auf den AM-34FRNB umgerüstet. Die ersten TB-7-Serienflugzeuge erhielten vier AM-34FRNW in Verbindung mit einem Klimow M-100A als Zentrallader im Rumpf. Außerdem wurden die Torpedoboote der G5-Serie mit je zwei dieser Motoren ausgestattet
Von 1938 an kam der noch weiter verbesserte Mikulin AM-35 mit geänderten Zylinderköpfen hinzu, bis beide ab 1940 durch den Mikulin AM-38 ersetzt wurden.

## Versionen
- AM-34
- AM-34F
- AM-34R
- AM-34RD
- AM-34N, 850 PS bei 1850/min (Berijew MBR-2, Polikarpow R-Z)
- AM-34RN, 850 PS bei 1850/min (Tupolew TB-3)
- AM-34NA
- AM-34RA
- AM-34RNA
- AM-34NB
- AM-34RNB
- AM-34RSO
- AM-34NW
- AM-34RNW-TK
- AM-34NF
- AM-34N2B
- AM-34FRN, 1200 PS bei 2000/min (Tupolew ANT-20, Tupolew ANT-42)
- AM-34FRNB
- AM-34RNFT
- AM-34FRNW, 1200 PS bei 2000/min (erste Serie des schweren Bombers TB-7)
- AM-34FRNW-TK
- AM-34RNF, 1275 PS (Iljuschin I-21)
- GM-34
- GM-34F
- GM-34FN
- GM-34BP
- GM-34BS
- GM-34BT

## Technische Daten
Aus  Verwendung von Anlenkpleueln resultierte ein unterschiedlicher Hub der beiden Zylinderbänke.
- Bohrung: 160 mm
- Hub: 190 bzw. 199 mm
- Hubraum: 46,9 Liter
- Gewicht: 670 kg
- Verdichtung: 6:1